# Сребра Родопска
Сребра Родопска е българска лекарка и микробиоложка, известна с разработването и внедряването на българската БЦЖ ваксина срещу туберкулоза.

## Биография
Родена е на 17 април 1913 г. в София, в семейство с корени от Калофер. Завършва 120-о ОУ „Георги С. Раковски“, където нейната майка е учителка, а след това следва медицина. След дипломирането си започва работа в Института по заразни и паразитни болести в София.

## Принос към БЦЖ ваксината
След Втората световна война д-р Родопска и нейният съпруг заминават на специализация във френския институт „Пастьор“. Там се запознава с производството на пероралната БЦЖ ваксина. При завръщането си в България през 1948 – 1949 г. започва експериментална работа по създаването на българска БЦЖ ваксина, използвайки първоначално френския щам. Поради наблюдавани странични ефекти при някои новородени д-р Родопска решава да замени френския щам с московския ваксинален субщам 374А. След успешни тестове от 1951 г. България въвежда задължителна вътрекожна имунизация с БЦЖ ваксината за всички новородени и деца до 18 години с отрицателна проба на Манту. Това прави България първата страна в Европа и втора в света след Япония, която въвежда задължителна БЦЖ ваксинация. Ваксината, разработена от д-р Родопска, е тествана в референтни лаборатории на Световната здравна организация в Женева, Канада и САЩ, и започва да се разпространява на три континента.

## Научна дейност и признание
Д-р Родопска участва активно в международни научни форуми, представяйки своите изследвания върху БЦЖ ваксината. Нейните разработки предизвикват сериозен научен интерес на Първата техническа конференция върху БЦЖ ваксината в Женева през 1956 г., както и на други научни форуми у нас и по света. От 1964 г. в България се прилага лиофилизирана и термостабилна ваксина, разработена от д-р Родопска и проф. Витанов.

## Личен живот
Д-р Родопска е омъжена за акад. Ташо Ташев, един от малкото медици, станали академици през социализма. Техният внук, Георги Бобев, също завършва медицина и става вицепрезидент на Българската федерация по ски.